# Іванов Василь Тимофійович
Василь Тимофійович Іванов (1894, село Холзськово Гжатського повіту Смоленської губернії, тепер Смоленської області, Російська Федерація — розстріляний 16 червня 1938, місто Москва) — радянський діяч органів державної безпеки, т.в.о. народного комісара внутрішніх справ УРСР (травень — червень 1937), комісар державної безпеки 3-го рангу (3.04.1937). Член Центральної контрольної комісії КП(б)У в 1930—1934 роках. Член Ревізійної комісії КП(б)У в 1934—1937 роках. Член ЦК КП(б)У в червні — серпні 1937 року.

## Біографія
Народився в селянській родині. У 1910 році переїхав до Москви, де його батько працював дрібним підрядником і бетонником. У 1907 році закінчив Московське трикласне міське училище, в 1910 році — чотирикласну Московську торговельну школу.
У жовтні 1910 року переїхав до міста Тули, де до лютого 1911 року працював касиром приватного магазину. З лютого 1911 по листопад 1912 року — конторник торгової контори в Москві. З 1911 року був членом культурно-просвітницького товариства і профспілки торгових службовців Москви. У листопаді 1912 — серпні 1913 року — пакувальник Спілки споживчих товариств у Москві.
Брав участь у робітничому русі, член РСДРП(б) з 1913 року. З 1913 року розповсюджував газету «Правда», працював у газеті «Наш путь». У серпні 1913 року заарештований, до грудня 1913 року перебував у в'язниці в Москві.
У грудні 1913 — вересні 1914 року — пакувальник Спілки споживчих товариств у Москві. У вересні 1914 року знову заарештований, до листопада 1914 року перебував під слідством. У листопаді 1914 — січні 1915 року — пакувальник Спілки споживчих товариств у Москві. У січні 1915 року заарештований, до березня 1915 року перебував у в'язниці.
У березні 1915 року мобілізований до російської імператорської армії, служив рядовим 321-го полку 81-ї дивізії. У травні 1915 року потрапив у полон, до жовтня 1918 року перебував у таборі військовополонених в Угорщині. У жовтні 1918 року повернувся до Москви і до січня 1919 року перебував на лікуванні.
У лютому — березні 1919 року — агент із заготівель Народного комісаріату продовольства Білорусько-Литовської радянської республіки.
У березні — травні 1919 року — член революційного військового трибуналу 8-ї стрілецької дивізії РСЧА. З травня 1919 року — в органах ВЧК. У травні — жовтні 1919 року — начальник особливого відділу 8-ї стрілецької дивізії РСЧА. У жовтні 1919 — вересні 1920 року — начальник особливого відділу 52-ї стрілецької дивізії РСЧА. У вересні 1920 — липні 1921 року — начальник активної частини особливого відділу 6-ї армії РСЧА. У липні — грудні 1921 року — заступник начальника особливого відділу і начальник секретно-оперативної частини Харківського військового округу.
У лютому 1922 — квітні 1924 року — начальник 2-го відділення особливого відділу ДПУ УСРР, начальник 6-го відділення особливого відділу ДПУ УСРР, начальник контррозвідувального відділу ДПУ УСРР.
У 1923 році розробив разом з Бармінським та Заковським операцію "Ятір (Сеть)", в результаті якої було заарештовано перебіжчиків з Бесарабії. 
22 квітня 1924 — 17 квітня 1925 року — начальник секретно-оперативної частини ДПУ УСРР. 17 квітня 1925 — 25 липня 1928 року — начальник обліково-інформаційної частини ДПУ УСРР.
Одночасно, в січні 1924 — серпні 1925 року — начальник Харківського губернського відділу ДПУ УСРР. У серпні 1925 — липні 1928 року — начальник Харківського окружного відділу ДПУ УСРР.
У липні 1928 — жовтні 1930 року — начальник Київського окружного відділу ДПУ УСРР. У жовтні 1930 — січні 1932 року — начальник Київського оперативного сектора ДПУ УСРР.
У січні 1932 — березні 1933 року — повноважний представник ОДПУ по Івановській промисловій області РРФСР.
У березні 1933 — липні 1934 року — начальник Донецького обласного відділу ДПУ УСРР. У липні 1934 — квітні 1937 року — начальник Управління НКВС УСРР по Донецькій області.
З 3 квітня по 26 липня 1937 року — заступник народного комісара внутрішніх справ УРСР. 20 травня — 14 червня 1937 року — тимчасовий виконувач обов'язків народного комісара внутрішніх справ УРСР.
26 липня 1937 року відкликаний до Москви. 1 серпня 1937 року заарештований. 16 червня 1938 року засуджений до страти, розстріляний того ж дня в Москві. Не реабілітований.

## Звання
- старший майор державної безпеки (29.11.1935)
- комісар державної безпеки 3-го рангу (3.04.1937)

## Нагороди
- орден Червоного Прапора (23.02.1928)
- знак «Почесний працівник ВНК—ДПУ (V)» (1922)
- знак «Почесний працівник ВНК—ДПУ (XV)» (20.12.1932)